# Thomas Blaschek
Thomas Blaschek, född den 5 april 1981 i Gera, är en tysk friidrottare som tävlar i häcklöpning.
Blascheks genombrott kom när han 2000 blev silvermedaljör vid junior-VM på 110 meter häck. Som senior blev han utslagen vid VM 2005 i semifinalen på 110 meter häck. Vid EM 2006 slutade han tvåa bakom Staņislavs Olijars. Däremot blev han utslagen redan i semifinalen vid VM 2007 i Osaka. 
Inomhus har han varit i final vid VM 2006 och 2008 på 60 meter häck och som bäst slutat femma.

## Personliga rekord
- 60 meter häck - 7,54
- 110 meter häck - 13,31